# Round5
Round5 — это постквантовая система шифрования с открытым ключом, основанная на общей задаче обучения с округлением (General Learning with Rounding (GLWR)). Данная система является альтернативой для алгоритмов RSA и эллиптических кривых и предназначена для защиты от атак квантовыми компьютерами. Round5 состоит из алгоритмов, предназначенных для реализаций механизма инкапсуляции ключей (key encapsulation mechanism (KEM)) и схемы шифрования с открытым ключом (public-key encryption (PKE)). Данные алгоритмы попадают под категорию криптография на решётках.
Round5 представляет собой слияние двух систем: Round2, основанная также на задаче GLWR, и HILA5, имеющая код исправления ошибок.

## Введение
Если крупные квантовые компьютеры когда-либо будут построены, то они смогут взломать многие криптосистемы с открытым ключом, используемые в настоящее время. Это серьёзно подорвало бы конфиденциальность и целостность цифровых коммуникаций в Интернете. Целью пост-квантовой криптографии является разработка криптографических систем, которые защищены как от квантовых, так и от классических компьютеров и могут взаимодействовать с существующими протоколами связи и сетями.

## Обозначения
- Пусть {\displaystyle a} — целое положительное число, тогда за {\displaystyle \mathbb {Z} _{a}} обозначим набор чисел {\displaystyle \{0,1,\cdots ,a-1\}}. Для набора {\displaystyle A} через {\displaystyle a{\xleftarrow[{}]{\$}}A} обозначим случайный и равновероятный выбор {\displaystyle a} из {\displaystyle A}.
- Пусть {\displaystyle n+1} — простое число. {\displaystyle {\mathit {\Phi }}_{n+1}(x)} — циклотомический полином равный {\displaystyle x^{n}+x^{n-1}+\cdots +x+1}. Многочлен {\displaystyle N_{n+1}(x)} равен {\displaystyle x^{n+1}-1=}{\displaystyle {\mathit {\Phi }}_{n+1}(x)}{\displaystyle (x-1)}.
- Кольцо многочленов {\displaystyle \mathbb {Z} [x]/{\mathit {\Phi }}_{n+1}(x)} обозначим {\displaystyle {\mathcal {R}}_{n}}. {\displaystyle {\mathcal {R}}_{n,a}} — это набор многочленов таких, что их степень меньше {\displaystyle n} и их коэффициенты лежат в {\displaystyle \mathbb {Z} _{a}}, а {\displaystyle {\mathcal {R}}_{n,a}^{b}} — это множество таких векторов размерности {\displaystyle b} ({\displaystyle b} — положительное целое число), что каждая компонента любого вектора принадлежит {\displaystyle {\mathcal {R}}_{n,a}}.
- {\displaystyle {\mathcal {R}}_{n}} называется троичным, если все его коэффициенты равны {\displaystyle 0,1} или {\displaystyle -1}.
- Для любого элемента {\displaystyle \upsilon \in {\mathcal {R}}_{n}} вес Хемминга определяется как число ненулевых коэффициентов. {\displaystyle {\mathcal {H}}_{n}(h)} определяется как множество троичных полиномов степени меньше {\displaystyle n} с весом Хемминга {\displaystyle h}. В Round5 такие многочлены к тому же ещё являются сбалансированными и разреженными, то есть имеют ровно {\displaystyle h/2} коэффициентов равных {\displaystyle +1} и столько же равных {\displaystyle -1} (сбалансированные), и при этом {\displaystyle h} принимает фиксированное значение (разреженные).
- {\displaystyle \{0,1\}^{k}} — это множество всех таких наборов длины {\displaystyle k}, состоящие из нулей и единиц.
- Для рационального числа {\displaystyle x} обозначим: {\displaystyle \lfloor x\rfloor }— округление вниз до целого, а {\displaystyle \lfloor x\rceil } — округление до ближайшего целого. Взятие остатка от деления обозначим как {\displaystyle \langle x\rangle _{a}}, то есть {\displaystyle \langle x\rangle _{a}=x{\bmod {a}}}[1][2].

## Задача GLWR
Пусть {\displaystyle d,n,p,q} — положительные целые числа, такие что {\displaystyle q\geq p\geq 2} и {\displaystyle n} равняется {\displaystyle 1} или {\displaystyle d}. {\displaystyle D_{s}} является распределением вероятности по {\displaystyle {\mathcal {R}}_{n,q}^{d/n}}. Выбор элемента {\displaystyle \mathbf {s} } из {\displaystyle {\mathcal {R}}_{n,q}^{d/n}} в соответствии с распределением {\displaystyle D_{s}} обозначим как {\displaystyle \mathbf {s} \leftarrow D_{s}}.

### Версия поиска
Имеется {\displaystyle m} примеров формы {\displaystyle \left\langle \left\lfloor {\frac {p}{q}}\langle \mathbf {a} _{i}^{T}\mathbf {s} \rangle _{{\mathit {\Phi }}_{n+1}(x)}\right\rfloor \right\rangle _{p}}, где {\displaystyle \mathbf {a} _{i}\in {\mathcal {R}}_{n,q}^{d/n}} и {\displaystyle \mathbf {s} \leftarrow D_{s}} фиксирован, требуется найти {\displaystyle \mathbf {s} }.

### Версия решения
Сложность данной версии заключается в различении равномерного распределения по {\displaystyle {\mathcal {R}}_{n,q}^{d/n}\times {\mathcal {R}}_{n,p}} и распределения {\displaystyle (\mathbf {a} _{i},b_{i})}, где {\displaystyle \mathbf {a} _{i}{\xleftarrow[{}]{\$}}{\mathcal {R}}_{n,q}^{d/n}}, {\displaystyle \mathbf {s} \leftarrow D_{s}} фиксирован и {\displaystyle b_{i}=\left\langle \left\lfloor {\frac {p}{q}}\langle \mathbf {a} _{i}^{T}\mathbf {s} \rangle _{{\mathit {\Phi }}_{n+1}(x)}\right\rfloor \right\rangle _{p}}.

## Виды задачи GLWR
Ключевой особенностью Round5 является то, что её можно реализовать на основе таких задач как обучение с округлением (Learning with Rounding (LWR)), так и кольцевое обучение с округлением (Ring Learning with Rounding (RLWR)) единым способом, что приводит к уменьшению затрат на анализ и обслуживание кода.
Каждая из этих задач получается из задачи GLWR. Чтобы поставить задачу LWR, в GLWR нужно {\displaystyle n} принять равной {\displaystyle 1}, а RLWR — {\displaystyle n} принять равной {\displaystyle d}.
Алгоритмы на основе LWR требуются в средах, где производительность не так важна по сравнению с безопасностью.
Напротив, по сравнению с LWR, в алгоритмах на основе RLWR вычисления более просты и эффективны. К тому же эти алгоритмы менее требовательны к полосе пропускания, поэтому они лучше подходят для тех сред, где накладываются более строгие требования к каналам передачи информации, например, там, где могут возникнуть трудности с фрагментацией сообщений или MTU слишком мал.

## Основа Round5

### Схема шифрования
Основой Round5 является схема шифрования r5_cpa_pke, надёжная в смысле IND-CPA. r5_cpa_pke похожа на схему шифрования Эль-Гамаля с шумом. Здесь приведены алгоритмы для задачи GLWR. Для того, чтобы получить алгоритмы для задач LWR или RLWR, нужно выбрать {\displaystyle n} равной {\displaystyle 1} или {\displaystyle d} соответственно.
Параметры схемы шифрования r5_cpa_pke: {\displaystyle n,d,h,p,q,t,b,{\bar {n}},{\bar {m}},\mu ,f,\tau } — целые положительные числа, {\displaystyle k} — параметр безопасности (длина сообщения в битах), {\displaystyle m(x)} — многочлен, коэффициенты которого являются сообщением и равны {\displaystyle 0} или {\displaystyle 1} ({\displaystyle m(x)=m_{0}+m_{1}x+\cdots +m_{k-1}x^{k-1}}). {\displaystyle {\bar {n}},{\bar {m}}} — число столбцов в секретных матрицах. Модули {\displaystyle p,q,t,b} являются степенями двойки, так что {\displaystyle b} делит {\displaystyle t}, {\displaystyle t} делит {\displaystyle p} и {\displaystyle p} делит {\displaystyle q}. Требуется, чтобы {\displaystyle \mu \leq n\cdot {\bar {n}}\cdot {\bar {m}}} и {\displaystyle \mu \geq k\cdot \log _{2}(b)}. {\displaystyle h} — вес Хемминга многочленов, являющихся секретными. {\displaystyle \xi (x)} — многочлен {\displaystyle {\mathit {\Phi }}_{n+1}(x)} или {\displaystyle N_{n+1}(x)}. {\displaystyle {\boldsymbol {J}}} — это матрица, вся заполненная {\displaystyle 1}.

#### Алгоритм создания ключа
| Algorithm 1: r5_cpa_pke_keygen() |
| --- |
| 1. {\displaystyle \sigma {\xleftarrow[{}]{\$}}\{0,1\}^{k}} |
| 2. {\displaystyle {\boldsymbol {A}}=f_{d,n}^{(\tau )}(\sigma )} |
| 3. {\displaystyle sk{\xleftarrow[{}]{\$}}\{0,1\}^{k}} |
| 4. {\displaystyle {\boldsymbol {S}}=f_{S}(sk)} |
| 5. {\displaystyle {\boldsymbol {B}}=\left\langle \left\lfloor {\frac {p}{q}}(\langle {\boldsymbol {A}}{\boldsymbol {S}}\rangle _{{\mathit {\Phi }}_{n+1}(x)}+h_{1}{\boldsymbol {J}})\right\rfloor \right\rangle _{p}} |
| 6. {\displaystyle pk=(\sigma ,{\boldsymbol {B}})} |
| 7. return {\displaystyle (pk,sk)} |

1. {\displaystyle \sigma } равновероятно выбирается из множества {\displaystyle \{0,1\}^{k}}.
2. На основе {\displaystyle \sigma } вычисляется открытая квадратная матрица {\displaystyle {\boldsymbol {A}}} размера {\displaystyle d/n\times d/n}, элементы которой принадлежат множеству {\displaystyle {\mathcal {R}}_{n,q}} (в случае RLWR ({\displaystyle n=d}) это один многочлен, если LWR ({\displaystyle n=1}) — матрица из элементов, лежащих в {\displaystyle \mathbb {Z} _{q}}). Для этого применяется функция {\displaystyle f_{d,n}^{(\tau )}(\sigma )}, использующая детерминированный генератор случайных битов[6] и перестановки, определяемые параметром {\displaystyle \tau }.
3. Как и {\displaystyle \sigma }, секретный ключ {\displaystyle sk} выбирается случайно из {\displaystyle \{0,1\}^{k}}.
4. На основе {\displaystyle sk} вычисляется секретная матрица {\displaystyle {\boldsymbol {S}}} размера {\displaystyle d/n\times {\bar {n}}}, элементы которой принадлежат множеству {\displaystyle {\mathcal {H}}_{n}(h)} (в случае RLWR ({\displaystyle n=d}) это вектор, состоящий из троичных многочленов, если LWR ({\displaystyle n=1}) — матрица, состоящая из {\displaystyle 0,1} и {\displaystyle -1}). Для этого используется функция {\displaystyle f_{S}(sk)}, использующая также детерминированный генератор случайных битов.
5. Вычисляется матрица {\displaystyle {\boldsymbol {B}}} размера {\displaystyle d/n\times {\bar {n}}}, состоящая из элементов {\displaystyle {\mathcal {R}}_{n,p}}, следующим образом:
  1. Элементы матрицы, равной произведению {\displaystyle {\boldsymbol {A}}} на {\displaystyle {\boldsymbol {S}}}, вычисляются по модулю {\displaystyle {\mathit {\Phi }}_{n+1}(x)}. Затем к каждому элементу прибавляется постоянная округления {\displaystyle h_{1}={\frac {q}{2p}}}.
  2. Каждый элемент умножается на дробь {\displaystyle {\frac {p}{q}}}.
  3. Коэффициенты всех многочленов полученной матрицы округляются в меньшую сторону до ближайшего целого и берутся по модулю {\displaystyle p}.
6. Открытый ключ представляет собой набор из {\displaystyle \sigma } и {\displaystyle {\boldsymbol {B}}}[1][2].

#### Алгоритм шифрования
| Algorithm 2: r5_cpa_pke_encrypt{\displaystyle (pk,m)} |
| --- |
| 1. {\displaystyle {\boldsymbol {A}}=f_{d,n}^{(\tau )}(\sigma )} |
| 2. {\displaystyle {\boldsymbol {R}}=f_{R}(\rho )} |
| 3. {\displaystyle {\boldsymbol {U}}=\left\langle \left\lfloor {\frac {p}{q}}(\langle {\boldsymbol {A}}^{T}{\boldsymbol {R}}\rangle _{{\mathit {\Phi }}_{n+1}(x)}+h_{2}{\boldsymbol {J}})\right\rfloor \right\rangle _{p}}                                                                  |
| 4. {\displaystyle {\tilde {\boldsymbol {U}}}={\boldsymbol {U}}^{T}} |
| 5. {\displaystyle {\boldsymbol {\upsilon }}=\left\langle \left\lfloor {\frac {t}{p}}({\text{Sample}}_{\mu }\langle {\boldsymbol {B}}^{T}{\boldsymbol {R}}\rangle _{\xi (x)}+h_{2}{\boldsymbol {J}})\right\rfloor +{\frac {t}{b}}{\text{xef}}\_{\text{compute}}_{k,f}(m)\right\rangle _{t}} |
| 6. {\displaystyle ct=({\tilde {\boldsymbol {U}}},{\boldsymbol {v}})} |
| 7. return {\displaystyle ct} |

1. Так же, как и при вычислении ключей, находится матрица {\displaystyle {\boldsymbol {A}}}.
2. Вводится элемент множества {\displaystyle \{0,1\}^{k}} — {\displaystyle \rho }. На его основе при помощи функции {\displaystyle f_{R}(\rho )} вычисляется секретная матрица {\displaystyle {\boldsymbol {R}}} размера {\displaystyle d/n\times {\bar {m}}}, элементы которой принадлежат множеству {\displaystyle {\mathcal {H}}_{n}(h)} (в случае RLWR ({\displaystyle n=d}) это вектор, состоящий из троичных многочленов, если LWR ({\displaystyle n=1}) — матрица, состоящая из {\displaystyle 0,1} и {\displaystyle -1}).
3. Используя матрицы {\displaystyle {\boldsymbol {A}}}, {\displaystyle {\boldsymbol {R}}} и постоянную округления {\displaystyle h_{2}={\frac {q}{2z}}} ({\displaystyle z=\max(p,{\tfrac {tq}{p}})}), вычисляется матрица {\displaystyle {\boldsymbol {U}}} аналогично как в алгоритме создания ключей.
4. Транспонированная {\displaystyle {\boldsymbol {U}}} есть первая компонента шифротекста.
5. Вторая компонента шифротекста — вектор {\displaystyle {\boldsymbol {v}}}, элементы которого лежат в {\displaystyle \mathbb {Z} _{t}}. Поскольку не все компоненты {\displaystyle {\boldsymbol {v}}} необходимы для шифрования {\displaystyle k}-битового сообщения {\displaystyle m}, используется функция {\displaystyle {\text{Sample}}_{\mu }}.
  1. Если {\displaystyle n=d}, то {\displaystyle \langle {\boldsymbol {B}}^{T}{\boldsymbol {R}}\rangle _{\xi (x)}} — это многочлен и {\displaystyle {\text{Sample}}_{\mu }} принимает его на вход, а на выходе выдаёт набор всех коэффициентов, соответствующих членам со степенью меньших {\displaystyle \mu } : {\displaystyle c_{0}+c_{1}x+\cdots +c_{\mu -1}x^{\mu -1}+c_{\mu }x^{\mu }+\cdots +c_{n}x^{n}\rightarrow (c_{0},c_{1},\cdots ,c_{\mu -1})}.
  2. Если {\displaystyle n=1}, то {\displaystyle \langle {\boldsymbol {B}}^{T}{\boldsymbol {R}}\rangle _{\xi (x)}} — это матрица {\displaystyle M}, состоящая из целых чисел и {\displaystyle {\text{Sample}}_{\mu }} выдаёт первые {\displaystyle \mu } чисел этой матрицы:{\displaystyle \overbrace {\underbrace {M_{0,0},M_{0,1},\cdots ,M_{0,{\bar {n}}-1}} _{\text{нулевая строка}},\cdots ,\underbrace {M_{i-1,0},M_{i-1,1},\cdots ,M_{i-1,j-1}} _{i-1{\text{-ая строка}}}} ^{\mu \,{\text{коэффициентов}}}}, где {\displaystyle \mu =i{\bar {n}}+j}.
  3. Получаем, что {\displaystyle {\boldsymbol {v}}} содержит только {\displaystyle \mu } компонент.
6. Таким образом, получаем шифротекст {\displaystyle ct=({\tilde {\boldsymbol {U}}},{\boldsymbol {v}})}[1][2].

Использование {\displaystyle {\text{Sample}}_{\mu }} делает шифрование и дешифрование более эффективными, поскольку в зашифрованном тексте необходимо вычислять только коэффициенты {\displaystyle \mu } вместо всех {\displaystyle n}.
Так же для уменьшение вероятности ошибок применяются функции кодирования {\displaystyle {\text{xef}}\_{\text{compute}}_{k,f}(m(x))} при шифровании и декодирования{\displaystyle {\text{xef}}\_{\text{correct}}_{k,f}} при дешифровании . Функция {\displaystyle {\text{xef}}\_{\text{compute}}_{k,f}(m(x))} преобразует многочлен {\displaystyle m(x)} в набор двоичных коэффициентов размера {\displaystyle \mu }. Затем этот набор складывается с набором ошибок {\displaystyle e=(e_{0},\cdots ,e_{\mu -1})}, где каждый {\displaystyle e_{i}} равен {\displaystyle 0} или {\displaystyle 1}, причём количество единиц в наборе ошибок не должно быть больше чем {\displaystyle f} для однозначного декодирования.
{\displaystyle {\text{xef}}\_{\text{correct}}_{k,f}({\text{xef}}\_{\text{compute}}_{k,f}(m(x))+e)=m}.

#### Алгоритм дешифрования
| Algorithm 2: r5_cpa_pke_decrypt{\displaystyle (sk,ct)} |
| --- |
| 1. {\displaystyle {\boldsymbol {v}}_{p}={\frac {p}{t}}{\boldsymbol {v}}} |
| 2. {\displaystyle {\boldsymbol {S}}=f_{S}(sk)} |
| 3. {\displaystyle {\boldsymbol {U}}={\tilde {\boldsymbol {U}}}^{T}} |
| 4. {\displaystyle {\boldsymbol {y}}=\left\langle \left\lfloor {\frac {b}{p}}({\boldsymbol {v}}_{p}-{\text{Sample}}_{\mu }\langle {\boldsymbol {S}}^{T}({\boldsymbol {U}}+h_{4}{\boldsymbol {J}})\rangle _{\xi (x)}+h_{3}{\boldsymbol {J}})\right\rfloor \right\rangle _{b}} |
| 5. {\displaystyle {\hat {m}}={\text{xef}}\_{\text{correct}}_{k,f}({\boldsymbol {y}})} |
| 6. return {\displaystyle {\hat {m}}} |

1. Вычисляется вектор {\displaystyle {\boldsymbol {v}}_{p}}.
2. На основе закрытого ключа находится секретная матрица {\displaystyle {\boldsymbol {S}}} такая же, как в алгоритме создания ключей.
3. Транспонированием {\displaystyle {\boldsymbol {\tilde {U}}}} находится матрица {\displaystyle {\boldsymbol {U}}}, вычисленная в алгоритме шифрования.
4. Происходит дешифрование сообщения. {\displaystyle h_{3}={\frac {p}{2t}}+{\frac {p}{4}}-{\frac {q}{2p}}}, {\displaystyle h_{4}={\frac {q}{2p}}-{\frac {q}{2z}}}.
5. Исправляются ошибки. Таким образом получаем исходное сообщение {\displaystyle {\hat {m}}}[1][2].

## Достоинства Round5
Округление позволяет избежать дополнительного создания случайных величин — шума. Генерация шума может быть уязвимостью для атак по побочным каналам. Таким образом, отсутствие необходимости создания шума является дополнительным преимуществом.
Так как секретные ключи в Round5 являются разреженными, троичными и сбалансированными, снижается вероятность ошибок при расшифровки и ускоряются вычисления. Последнему факту также помогает то, что ненулевые коэффициенты многочленов равны либо +1, либо −1, что подразумевает, что умножения могут быть выполнены с использованием только сложений и вычитаний.
Благодаря тому, что модули {\displaystyle p,q,t,b} являются степенями двойки, упрощается реализация функции округления, поскольку её можно реализовать, отбрасывая младшие биты. Аналогично, модульные вычисления могут быть реализованы путём отбрасывания старших битов.

## Возможное применение
Спектр применения системы Round5 широк. Она может быть использована как в сфере интернет вещей, так и для систем с высоким уровнем секретности. Это достигается тем, что для неё можно легко и точно выбрать параметры, например {\displaystyle n}, {\displaystyle \tau }, {\displaystyle f} и {\displaystyle \xi (x)}.